# Tollerort (Hamburg)

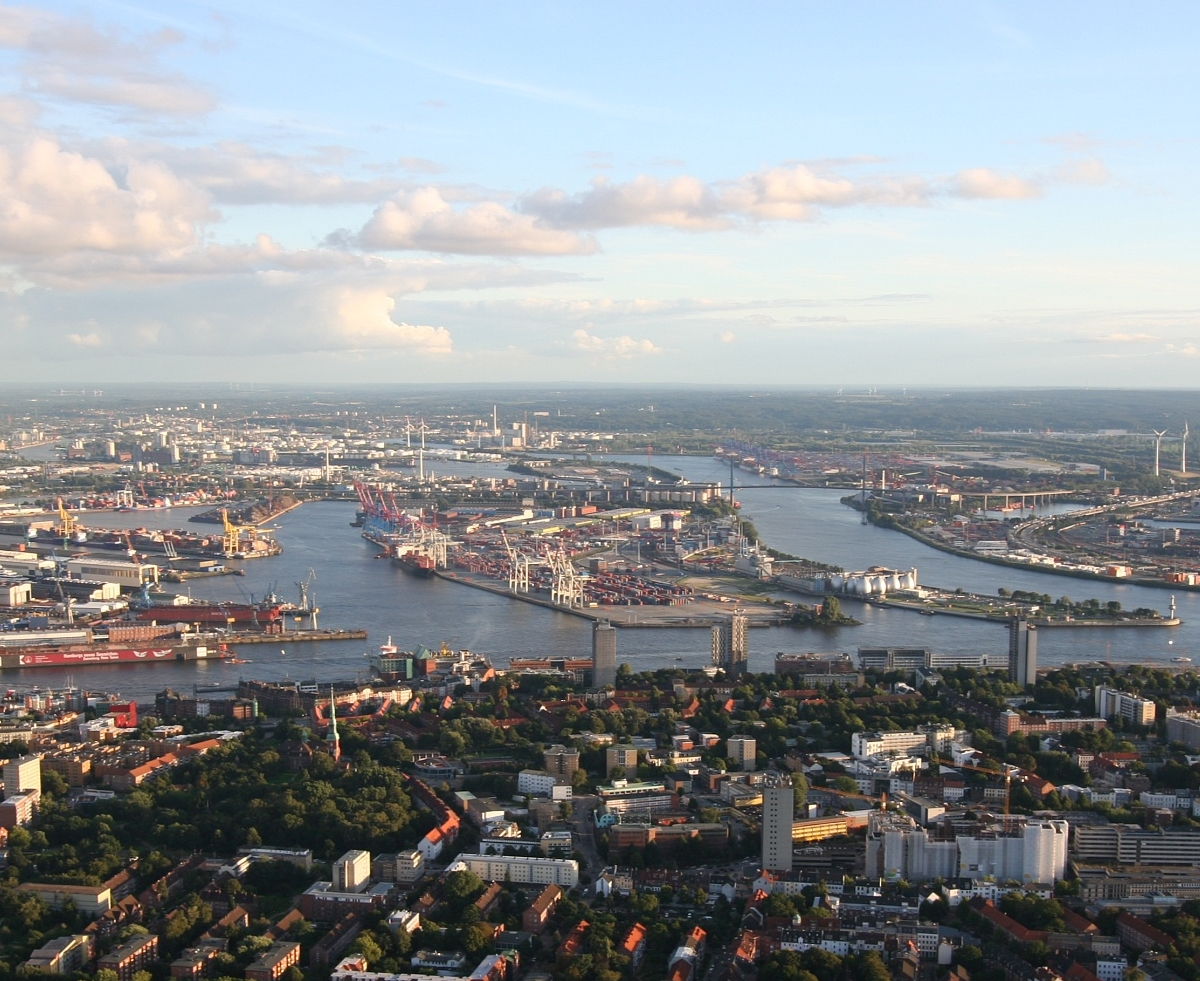
Blick auf Tollerort 2010; links der Vorhafen, rechts die Köhlbrandmündung und der Rest des Kohlenschiffhafens

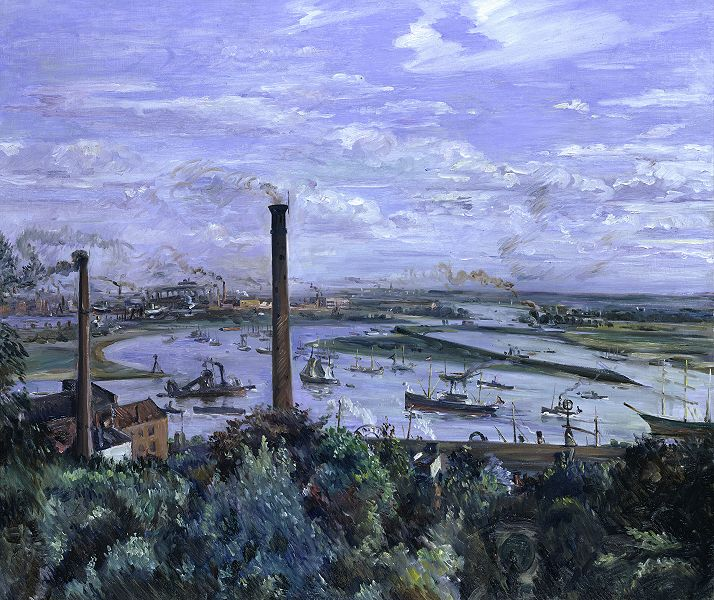
Blick auf den Köhlbrand mit der Mündung Tollerort, Gemälde Lovis Corinth 1911, rechts entsteht bereits die neue Mündung; auf der linken Landzunge ist die Bake erkennbar

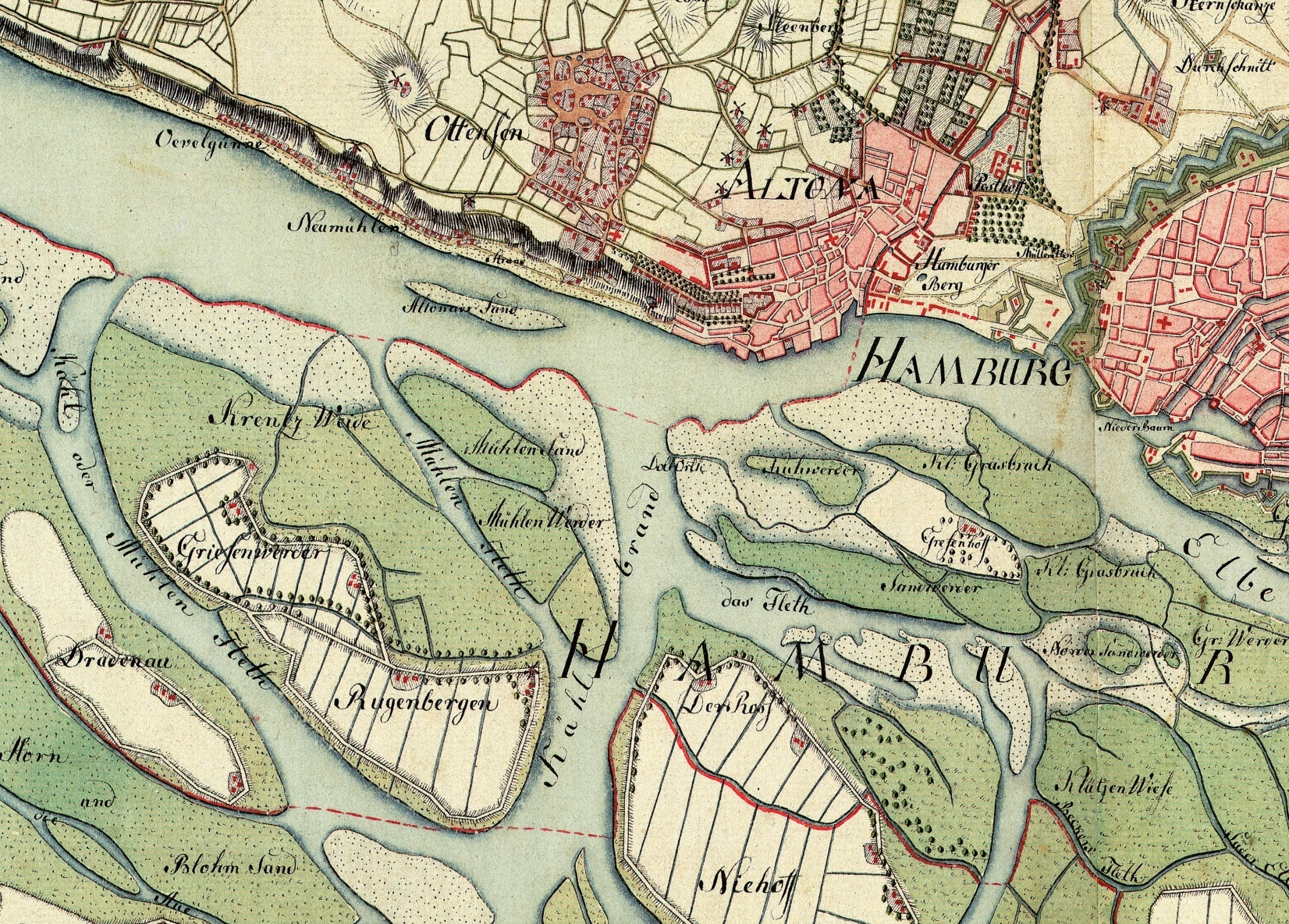
Dolt Orth um 1790, Karte von Gustav Adolf von Varendorf

Tollerort ist eine Kaizunge im Hamburger Hafen und war bis Anfang des 20. Jahrhunderts die Bezeichnung der Mündung des Köhlbrand, eines Seitenarms der Süderelbe, in die Norderelbe, zwischen den Elbinseln Kuhwärder (Steinwerder) und Kleiner Maakenwärder (Waltershof).

## Name
Der Name hat die Bedeutung von Zollort, abgeleitet von Toll oder Toller für Zoll, und ist darauf zurückzuführen, dass sich hier bis zum Abschluss des Gottorper Vertrags 1768 die Grenze zwischen dänischem und hamburgischem Gebiet befand. Vermutlich stand am Ort eine Zollstation. Auf einer Karte von Gustav Adolf von Varendorf von Ende des 18. Jahrhunderts ist es als Dolt Orth eingetragen.

## Nutzung
Östlich der Mündung unterhielt Hamburg von 1869 bis 1913 eine hölzerne Bake mit Aufzugfeuer, die gemäß dem Ersten Köhlbrandvertrag von 1868 wie die Leuchtfeuer auf dem Ross, auf Waltershof und dem Kleinen Kattwyk auf Kosten Preußens errichtet worden war.
Im Zuge der weiteren Entwicklung des Hamburger Hafens und auf der Grundlage des Dritten Köhlbrandvertrags von 1908 wurde die Mündung 1913 etwa 500 Meter westlich verlegt und Tollerort als Hafenbecken ausgebaut. Der Name übertrug sich auf die Kaizunge zwischen dem Kohlenschiffhafen und dem Vorhafen der Kaiserhäfen, auf der am Tollerortweg die Freihafengrenze verlief.
1917 baute die Werft Janssen & Schmilinsky, die zuvor ihren Standort am Schanzenweg in Steinwerder hatte, an der östlichen Seite von Tollerort einen vergrößerten Schiffbauplatz. Nach deren Konkurs übernahmen die Howaldtswerke, Kiel, am 1. Januar 1929 die Werft und bezog sie in den Ausbau der Howaldtswerft Hamburg ein. Bereits 1931 wurde der Werksteil stillgelegt.

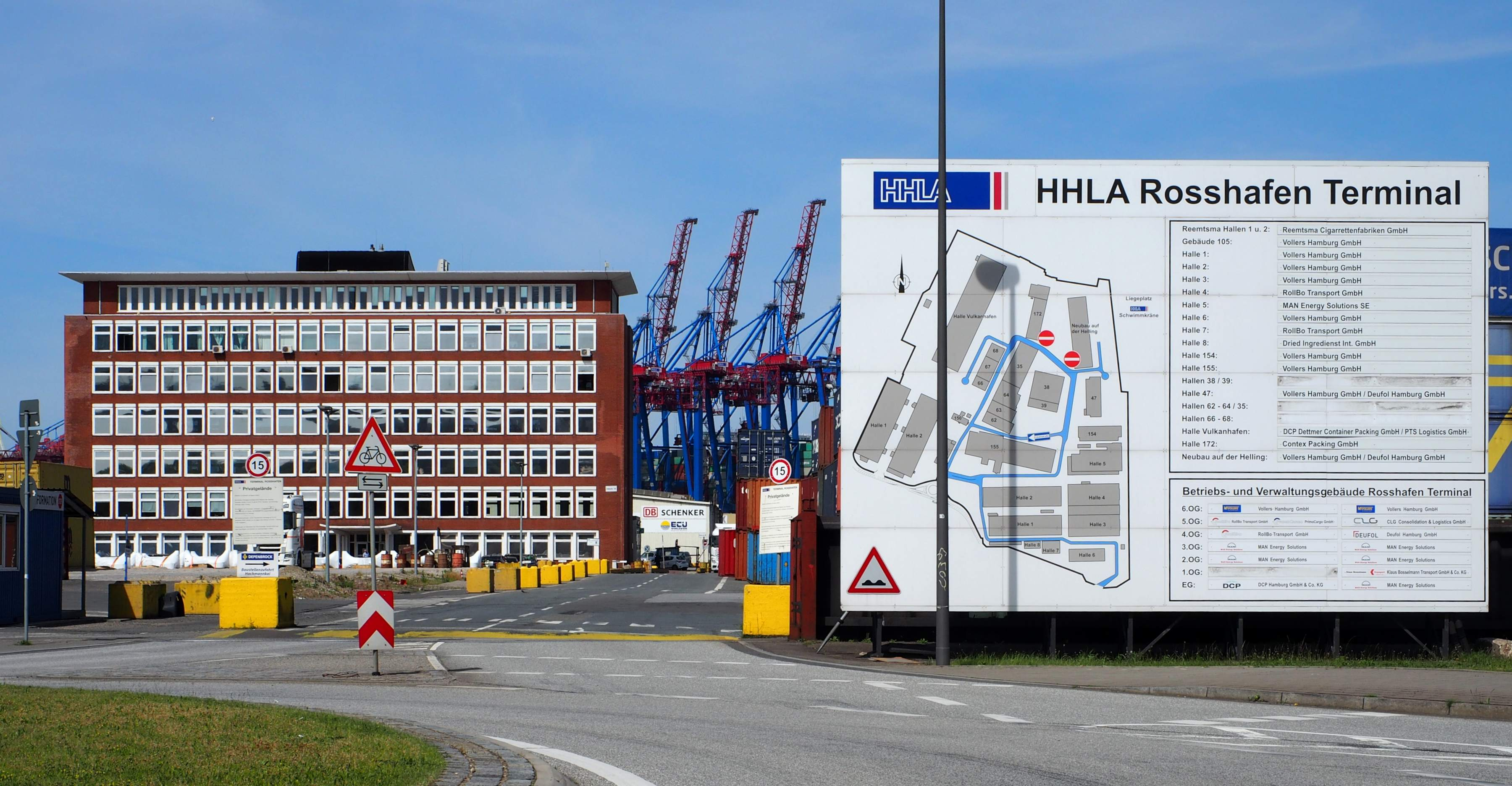
Neben dem Containerterminal befindet sich auf der Insel auch das Rosshafen-Terminal mit dem Hachmannkai.

Seit 1977 befindet sich auf der Kaizunge das Containerterminal Tollerort (CTT), aufgrund des wachsenden Platzbedarfes für die Abstellflächen von Containern schüttete man in den folgenden Jahren einen großen Teil des Kohlenschiffhafens zu.

## Fähre VII
Ab Anfang des 20. Jahrhunderts lief die Fähre VII der HADAG Seetouristik und Fährdienst AG Tollerort an und war in der Blütezeit der Hamburger Werften eine der wichtigsten Verbindungen im Personenverkehr des Hafens. Ab den 1970er Jahren hatte sie die Nummerierung Linie 77, im Jahr 2002 wurde sie eingestellt. Der Schriftsteller Hans Leip veröffentlichte 1937 unter dem Titel Fähre VII sowohl einen Roman wie ein Gedicht in der Sammlung Die kleine Hafenorgel, das von Norbert Schultze vertont wurde.
Nachmittags von Fähre VII

mussten wir nach Tollerort.

Sagten wir Beibei, ihr Lieben,

nächsten Hafen wird geschrieben,

ob auch alles wohl an Bord.